# Tymandos
Tymandos (griechisch Τύμανδος) war eine antike Stadt in der kleinasiatischen Landschaft Phrygien. Sie lag zwischen Philomelion und Apollonia, östlich des heutigen Senirkent in der Türkei.
In der Spätantike war Tymandos Sitz eines Bischofs. Auf dieses Bistum geht das Titularbistum Tymandus der römisch-katholischen Kirche zurück.